# Geschiedenis van melaatsheid

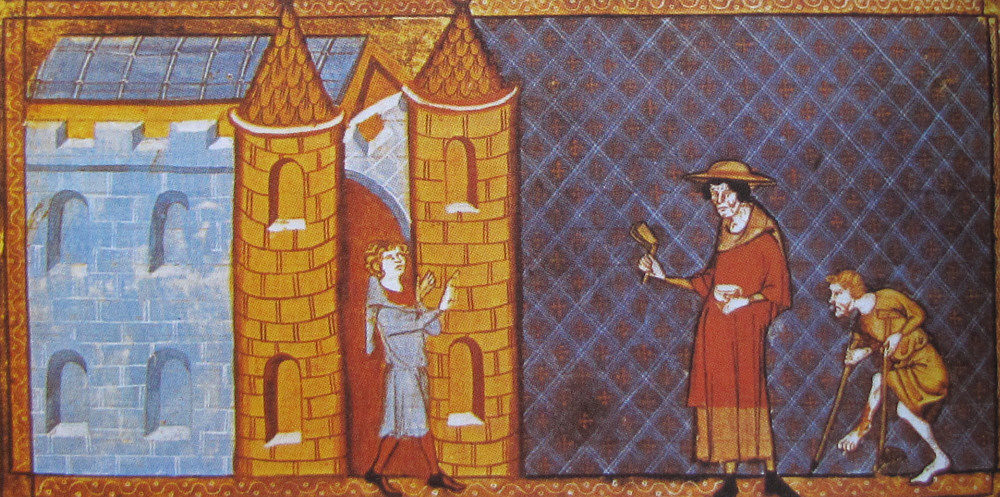
Twee leprozen wordt de toegang geweigerd tot de stad. De een loopt op krukken, de ander draagt lazaruskleren, een buidel en een ratel om zijn komst aan te kondigen. 14e-eeuws handschrift van Vinzenz von Beauvais.

Melaatsheid is een begrip waarmee in het verleden meestal de besmettelijke bacteriële huid- en zenuwziekte lepra werd aangeduid. Echter, voordat in 1873 de leprabacterie als verwekker werd aangetoond, werden ook andere aandoeningen met een min of meer gelijkend beloop en karakter, 'melaatsheid' genoemd, om de eenvoudige reden dat men niet in staat was de ziekten van elkaar te onderscheiden.
In veel culturen rust een stigma op mensen die lijden aan lepra of op lepra lijkende aandoeningen, zoals elefantiase, vitiligo, psoriasis, Lupus erythematodes, syfilis, pokken of pest. In de Europese cultuurgeschiedenis is melaatsheid altijd gepaard gegaan met een sterke beeldvorming. Melaatsheid was enerzijds een voertuig voor angst, leidend tot stigmatisering, uitsluiting en opsluiting van zieken in verbanningsoorden. Anderzijds werd de melaatse ook wel gezien als een evenbeeld van de lijdende Christus, waar ontzag voor was en wiens nood aan weldoeners de mogelijkheid bood om door middel van goede werken een plaats in de hemel te verdienen. Zo kent het Christendom een aantal heiligen die hun faam mede aan de melaatsheid te danken hebben. De leprazorg is wereldwijd nog altijd sterk geïnstitutionaliseerd in de vorm van allerlei hulporganisaties, vaak met een confessionele grondslag.

## Oorsprong: Azië of Afrika
Geschiedkundige en genetische onderzoeken duiden erop dat de oorsprong van de ziekte lepra gezocht moet worden in Centraal-Azië of Oost-Afrika. Dit zijn de twee belangrijkste hypothesen.
Een van de vroegste documenten die een goede beschrijving van de ziekte geven, werd gevonden in de tombe van Shui-lu-ti in China die stamt uit de 3e of de 4e eeuw v.Chr. Ook in geschriften van de Indische arts Susruta uit ca. 600 v.Chr. wordt de ziekte vrij duidelijk omschreven.
Directe bewijzen van lepra werden gevonden in een skelet uit 2000 v.Chr. opgegraven in Rajasthan in noordelijk India. Buiten India zijn in Centraal-Azië nog bewijzen van lepra gevonden uit de 4e tot en met 1e eeuw v.Chr., in Zuidoost-Azië tussen 300 v.Chr. en 200 n.Chr. en in de Egyptische Dakleh-oase in de 2e eeuw v.Chr.

## Huidvraat in Joodse teksten
In de Bijbel is veelvuldig sprake van een gevreesde ziekte die in het Hebreeuws tsara'at (letterlijk: plaag) en in het Grieks lepra heet. Vanouds is dit vertaald met melaatsheid of lepra, maar ten onrechte. In de Nieuwe Bijbelvertaling werd gekozen voor het neologisme huidvraat. De verschijnselen van lepra (ziekte van Hansen) komen niet overeen met de verschijnselen die in Joodse teksten beschreven worden. Waarschijnlijk worden een schimmelachtige aandoening en andere verwante huidkwalen bedoeld. In het boek Leviticus (Oude Testament) staan uitgebreide cultische reinigingsvoorschriften beschreven voor mensen met zo'n huidziekte. Pas in de late oudheid wordt 'lepra' het woord voor de ziekte van Hansen.
In de Hebreeuwse bijbel kunnen de personen Job, Uzzia, Naäman, Gehazi en de profeet Elisa met huidvraat in verband worden gebracht, hoogstwaarschijnlijk niet met lepra. Desalniettemin heeft het vroege Christendom Sint-Job als beschermheilige tegen de melaatsheid overgenomen (later kwam daar de Franse Sint Rochus bij, tevens een van de zes pestheiligen).
In een gelijkenis in het Nieuwe Testament vertelt Jezus over een rijke man en Lazarus, een arme bedelaar. Overdekt met zweren stilde Lazarus zijn honger met wat van de tafel van de rijke man viel, maar uiteindelijk worden de rollen omgedraaid: Lazarus erft de hemelse heerlijkheid en de rijke man de vlammen van het dodenrijk. Hoewel in de Bijbel niet de exacte aandoening van Lazarus vermeld wordt, is hij toch een symbool voor leprapatiënten geworden. Het Oudnederlandse woord voor lepra (laser, lasere, laserheit) is van deze Lazarus afkomstig.

## Egypte, Griekenland en Rome
Egypte wordt van oudsher beschouwd als de plaats van waaruit lepra geëxporteerd is naar het westen. Hoe lepra Europa bereikte is moeilijk vast te stellen, maar het is niet onwaarschijnlijk dat het gebeurde via handelscontacten en via de Romeinse troepen en kolonisten.
Mogelijk is lepra naar Egypte naar gebracht door de overzeese slavenhandel tussen Egypte en India. Dat de ziekte in Egypte in 1600 v.Chr. bekend was zou blijken uit de Papyrus Ebers, hoewel sommigen de beschrijving hierin vrij vaag vinden. De Feniciërs, een volk dat handel dreef over en langs de toen bekende wereldzeeën, hebben waarschijnlijk bijgedragen aan het overbrengen van de ziekte van India naar het Middellandse Zeebekken. Hippokrates noemde het de 'Fenicische ziekte'. Ook de bewegingen van grote legers tijdens de Perzische Oorlogen en de campagnes van Alexander de Grote kunnen hebben bijgedragen tot de verspreiding van de bacil in het Middellandse Zeegebied.
De Romeinse letterkundige Plinius de Oudere schrijft dat troepen van Pompeius die in 62 v.Chr. terugkeerden van de veldslagen in het Midden-Oosten, Azië en Griekenland de nieuwe ziekte meebrachten naar Rome. De Griekse dokter Aretaeus van Cappadocië geeft in de 1e eeuw n.Chr. een zeer grondige omschrijving van een huidziekte, die hij elephantiasis of leontiasis noemde. In de traditie van Hippokrates en Galenus schreef Aretaeus deze ziekte toe aan een onevenwicht in de humores. De ziekte zou een gevolg zijn van te veel zwarte gal. Deze theorie zal gedurende de middeleeuwen in Europa steeds worden gebruikt waar het gaat om 'melaatsheid'. In de huidige wetenschap is elefantiase (een parasitaire infectie) duidelijk onderscheiden van lepra (een bacteriële infectie).

## Midden-Oosten, Klein-Azië
De Grieks/Romeinse arts Galenus beschrijft in de 2e eeuw n.Chr. dat lepra/melaatsheid veel voorkomt in Egypte, op dat moment een provincie van het Romeinse Rijk. Van daaruit verspreidde de ziekte zich volgens hem over Palestina, Syrië en Klein-Azië (het huidige Turkije).
Na de bekering van keizer Constantijn de Grote (280-337) tot het christendom en zijn edict in het jaar 313 beginnen de bisschoppen in het Oost-Romeinse Rijk zich met lepra en de leprozen bezig te houden. De houding ten opzichte van melaatsen was en bleef echter tweeslachtig. Het Concilie van Ancyra in 314 beschreef de melaatsheid als een symbool van een zondige geest. Die lijn zou altijd een onderstroom blijven in het christendom, maar er ontstond ook een andere ononderbroken lijn, namelijk die van de zorg voor melaatsen. Bisschop Gregorius van Nyssa (335-394) riep gelovigen op om de melaatsen niet te verstoten. In zijn homilie staat een goede beschrijving van de ziekte. Ook bisschop Gregorius van Nazianze (329-389) zou gepleit hebben om leprozen te helpen en veroordeelde hun verstoting. Johannes Chrysostomus, patriarch van Constantinopel van 398 tot 403, startte met de bouw van een eerste leprosarium buiten de stad.

## West-Europa

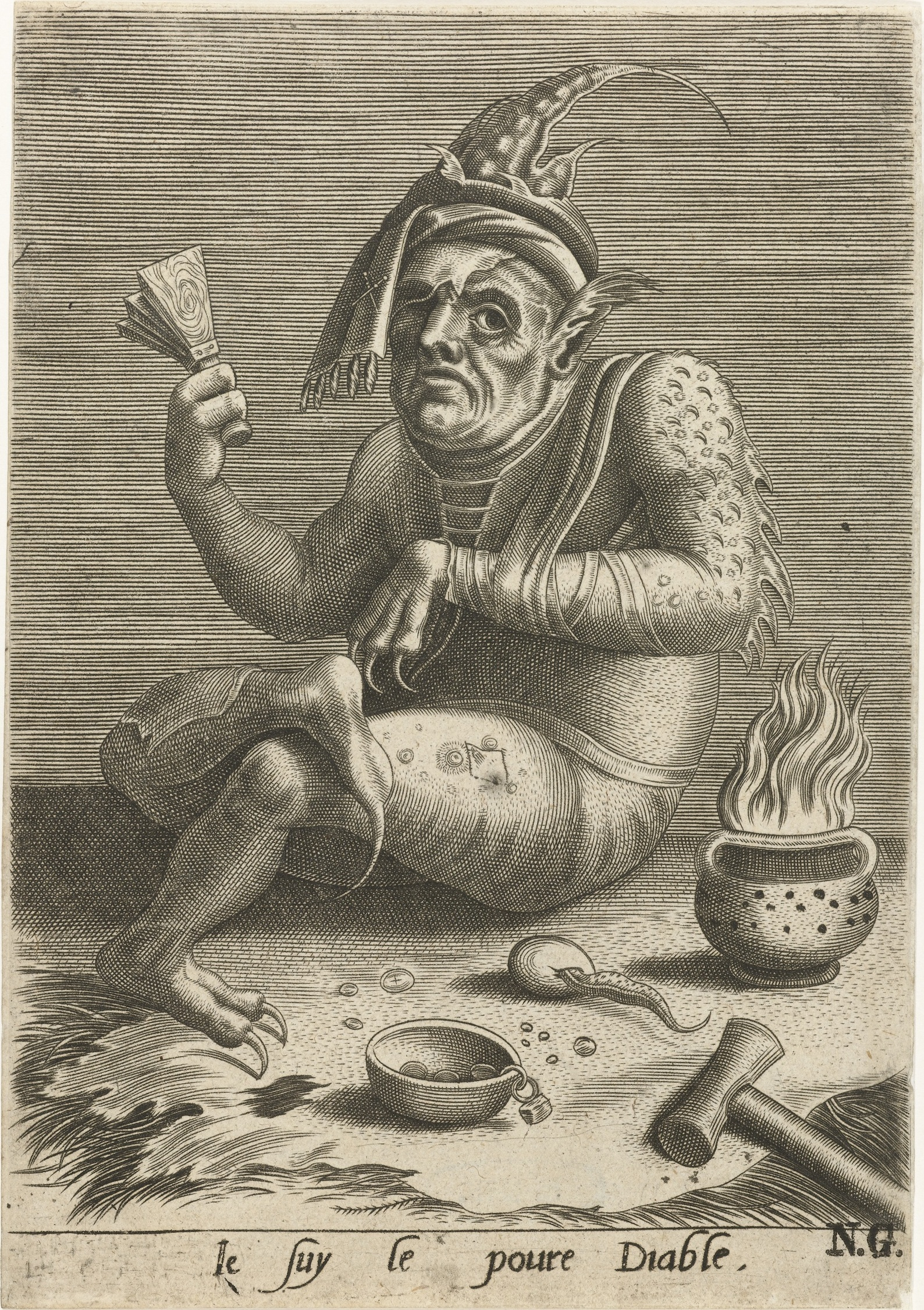
Je suy le poure Diable (ik ben de arme duivel). Leprozenbedelaar als duivel op een anonieme 16e-eeuwse gravure.

### Twee golven
West-Europa kende twee 'golven' van melaatsheid: in de 7e eeuw en in de 12/13e eeuw.
In de 17e eeuw dachten de West-Europeanen (Voltaire en Michelet) dat lepra in Europa was geïntroduceerd door de terugkerende kruisvaarders (in de 11e tot de 13e eeuw). Echter, in de 7e eeuw waren er al meerdere leprozerieën opgericht, bijvoorbeeld in Verdun, Metz en Maastricht. Dat de melaatsheid in de 7e eeuw al bekend en gevreesd was valt ook te lezen in een edict van de Lombardische koning Rothar in 643 over de Separatio leprosum en in wetten van Pepijn de Korte in 757 en Karel de Grote in 789 voor het voorkomen en in de hand houden van de ziekte. Na Karel de Grote zijn er geen documenten gevonden die nog over lepra handelen. De ziekte lijkt verdwenen te zijn, niettemin zijn er nog leprozerieën gesticht in Engeland, onder meer in Canterbury, in de 11e eeuw, vóór het begin van de kruistochten.
In de 12e en 13e eeuw verspreidt de melaatsheid zich (opnieuw) binnen West-Europa. De kruistochten en andere legerverplaatsingen kunnen daar een rol in hebben gespeeld, maar het is ook de periode van de verstedelijking, waarbij veel mensen dicht op elkaar in een ommuurde stad wonen, met smalle straatjes waar het afvalwater midden door de straat loopt en de hygiënische situatie allesbehalve optimaal is. Daarmee vormden de steden een geschikte omgeving voor besmettelijke ziektes.

### Straf van God
De kerk beschouwde lepra als een straf van God voor zondig gedrag van de lepralijder zelf of van zijn ouders en ze neemt hierbij de tekst uit Leviticus(13:46) ongenuanceerd over. Lepra wordt meestal gezien als het gevolg van de “zonden van het vlees”, voor de kerk gedurende de middeleeuwen de allerergste zonde. Men neemt dikwijls aan dat de lepralijder het kind is van zondig gedrag binnen het huwelijk zoals betrekkingen hebben op door de kerk verboden dagen. Paus Gregorius I relateerde lepra zelfs aan ketterij. Zo wordt lepra een ziekte van de ziel en de zieke lepralijder moet van het gezonde lichaam van de kerk worden verwijderd. Ook Isidorus van Sevilla ziet de gekleurde vlekken op het lichaam van de melaatse, waarover gesproken wordt in Leviticus, als een metafoor voor de vlekken van de ketterij op het lichaam van de kerk.
Anderzijds prijst de heilige Hiëronymus van Stridon een Romeinse Dame, Fabiola genoemd, voor haar liefdadigheid ten opzichte van de leprozen. Zij zou een hospitaal voor hen hebben laten bouwen en hen zelf hebben verzorgd. Op een synode van de Gallische bisschoppen in Orléans in 539, werd een canon aangenomen die de bisschoppen verplicht de melaatsen van voedsel en kleding te voorzien en op de synode van 583 in Lyon wordt dat nogmaals bevestigd, maar enkel in hun stad van afkomst. Leprozen moeten dus ter plaatse blijven en mogen niet meer rondtrekken. Dat is de eerste restrictieve maatregel die kan gedocumenteerd worden. Tegen het einde van de 6e eeuw ontstaan de eerste leprozerieën.
Het beeld van de lepralijder als zware zondaar en ketter, wordt later in de 11e en 12e eeuw bijgestuurd onder invloed van theologische bedenkingen bij allerhande teksten, zoals de Donatio Constantini en de teksten over Job en Lazarus., maar niettemin bleef de leproos vaak een uitgestotene die beticht werd van alles wat scheef ging in de maatschappij. Zo werden bijvoorbeeld bij het begin van de 14e eeuw de leprozen in bepaalde streken van Frankrijk beticht van het vergiftigen van de waterputten, waardoor hongersnood zou zijn ontstaan.

### Afzondering
In 1179 vaardigt paus Alexander III een decreet uit dat bepaalt dat lepralijders afgezonderd moeten worden, zelfs apart begraven. Naast de mogelijke morele veroordeling van de leprozen, die sommigen hieraan verbinden, zijn deze maatregelen waarschijnlijk geïnspireerd door het geloof dat lepra zeer besmettelijk was, wat in de praktijk niet zo blijkt te zijn. Lepra komt vooral voor bij de lagere (armere) klassen van de maatschappij, hoewel niet uitsluitend, een bekend voorbeeld daarvan is de Schotse koning Robert the Bruce, hoewel dit tegenwoordig betwijfeld wordt. Een ander voorbeeld van een lepreuze koning is Boudewijn IV van Jeruzalem.
Vrij algemeen werd aangenomen dat lepralijders verplicht waren om zichzelf te identificeren door het dragen van speciale kleding en dat ze hun komst moesten aankondigen met een bel, een klepper of een ratel. Het was hen verboden kerken, herbergen of molens te betreden, gezonde personen aan te raken of met hen te eten. Lepralijders werden via een lepra-mis, een dodenmis die het afsterven van de lepralijder uit de maatschappij symboliseert, onderworpen aan de civiele dood, ze verloren al hun rechten en bezittingen. Le Goff meldt dan weer dat leprozen in heel Frankrijk dezelfde rechten hadden als gezonde mensen behalve in Normandië en de Bauvaisis. Andere onderzoekers zijn van mening dat al deze verhalen weinig met de realiteit te maken hebben en fel overdreven en geromantiseerd zijn, ook in continentaal Europa zouden er niet veel lepra-missen zijn uitgevoerd. Een ander voorbeeld hiervan is de koninklijke brief de leproso amovendo, die zogezegd de uitsluiting van melaatsen uit de maatschappij in Londen geregeld zou hebben, maar eigenlijk was het een schrijven met als enige doel, de leprozen de toegang tot de badstoven en de bordelen te verbieden. Niettemin werd een referentie naar dit document herhaaldelijk gebruikt om de uitstoting van melaatsen te bewijzen.

### Lijdende Christus

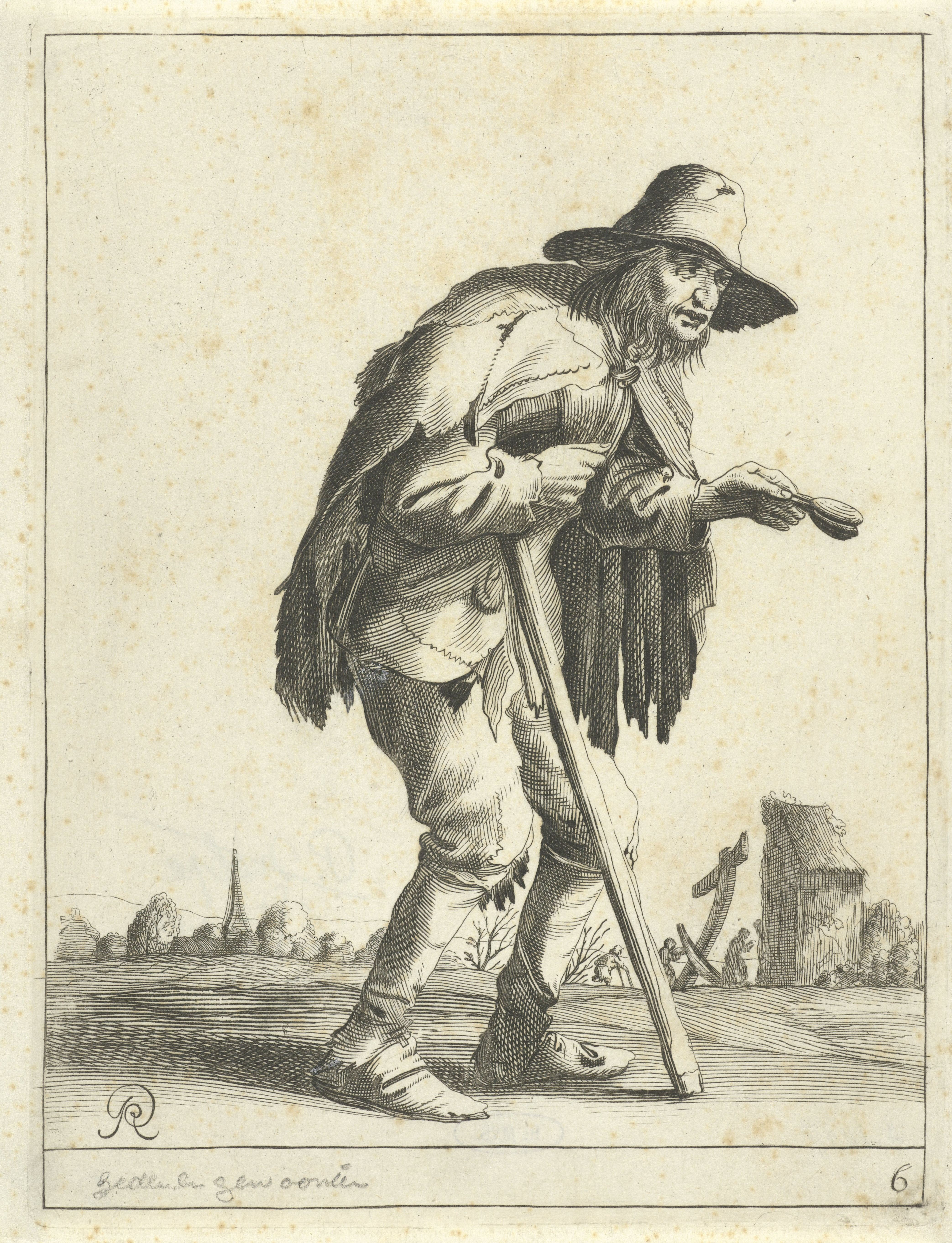
Melaatse bedelaar, een ets van Pieter Jansz. Quast, Den Haag, 1634

Het beeld van de lepralijder in de middeleeuwen blijft dus sterk ambivalent: enerzijds uitgestoten, veracht en verguisd als het symbool van de zonde, anderzijds verzorgd en aanzien als een symbool van de lijdende Christus.
Een typisch voorbeeld hiervan zijn de kruisvaarders, die met lepra besmet, terugkeren uit Palestina. Ze waren als helden vertrokken, al hun zonden waren kwijtgescholden en dan kwamen ze terug met een ziekte die het symbool van de zonde en van de straf van God was. Dit moet menig middeleeuws theoloog voor grote problemen hebben gesteld. Uit studie van de literatuur komt naar voor dat de houding ten opzichte van de melaatse sterk afhankelijk is van de streek en de plaatselijke toestanden. Modern onderzoek komt meer en meer tot de conclusie dat dit dikwijls, zeer negatieve beeld, voor een groot deel werd opgehangen door de publicaties op het einde van de 19e en het begin van de 20e eeuw en dat de waarheid waarschijnlijk een stuk minder donker was. Men heeft ook vrij kritiekloos de middeleeuwse bronnen overgenomen en geciteerd, die zeker niet altijd even betrouwbaar waren. Als een middeleeuwse bron het over lepra heeft kan dit evengoed elefantiase, vitiligo, psoriasis, lupus erythematodes, syfilis, pokken of pest zijn. Wat we wel als vaststaand mogen beschouwen is dat de middeleeuwer angst had van lepra en bijgevolg van de leproos, omwille van de vreselijke gevolgen van de ziekte.

### Leprozerieën
Hoewel de eerste leprozerieën al in de 4e eeuw in het Oost-Romeinse Rijk ontstaan en in het vroegere West-Romeinse Rijk vanaf de 6e eeuw, zal het grootste aantal opgericht worden in de 12e en 13e eeuw. Men heeft die leprozerieën vroeger dikwijls gezien als een soort gevangenis waarin melaatsen in onmenselijke omstandigheden werden opgesloten, maar dat is naast de waarheid. De meeste leprozerieën waren middeleeuwse hospitalen zoals de maisons Dieu, waar de gang van zaken zeer vergelijkbaar was met het regime in een abdij. De melaatsen verbleven er uit vrije wil en diegenen die zich niet aan de regels hielden riskeerden te worden buitengezet. Van verscheidene leprozerieën zijn statuten teruggevonden die getuigen van een zeer menselijk regime. Dikwijls werd de magister, die de leiding had over het oord, door de melaatsen zelf uit hun eigen gemeenschap gekozen. Het decreet van Alexander III dat bepaalt dat alle leprosaria moeten beschikken over een eigen kapel en een eigen kerkhof, zodat leprozen niet meer in de parochiekerk hoefden komen, bepaalt nergens dat de melaatse van zijn vrijheid beroofd moest worden. In de latere middeleeuwen, wanneer leprozerieën beheerd worden door de stedelijke autoriteiten, hoefden de leprozen geen eden of geloftes af te leggen en hadden meestal dezelfde rechten als andere burgers. Dat blijkt onder meer ook uit de statuten van de leprozerie van Gent die de oudste, in het origineel overgeleverde niet-literaire tekst in het Middelnederlands is.

### Daling mortaliteit
Na de piek in de vroege 13e eeuw nam de mortaliteit van lepra in Europa gestaag af. Aan het begin van de 16e eeuw kwam de ziekte haast enkel nog voor aan de randen van het continent. Zeker in Scandinavië zou ze endemisch aanwezig blijven tot de 19e eeuw, meer bepaald op de Shetlandeilanden, in Noorwegen (omgeving Bergen) en in IJsland. Ook aan de kusten van de Oostzee, in Zuid-Rusland, Griekenland, Turkije, aan de Franse Riviera, in Spanje en in Portugal kwam lepra nog voor bij het begin van de 20e eeuw. Op dat moment bestonden er nog leprozerieën in Noorwegen, in de Baltische Regio, San Remo, Cyprus, Constantinopel, Alicante en Lissabon. Ook in India, Brazilië en in andere delen van de wereld bleef melaatsheid bestaan. Net als andere Europese mogendheden bleef Nederland met lepra te maken krijgen in haar koloniën. In de tropische regio's komt lepra nog altijd voor.
Verschillende verklaringen zijn naar voren geschoven om de neergang van lepra specifiek in Europa te verklaren. De hypothese dat er elders virulentere vormen van de leprabacil circuleerden, lijkt door paleogenomisch onderzoek te worden tegengesproken. Volgens sommige medici zou de verhoogde mortaliteit onder lepralijders ten gevolge van tuberculose een grote rol hebben gespeeld. Lepra zou dus zijn uitgedoofd door een meer agressieve concurrent. Tuberculose was echter ook sterk aanwezig in andere werelddelen, zonder dat dit leidde tot het verdwijnen van lepra. Bijgevolg bleef het beleid van afzondering in leprozerieën en akkerziekenkolonies bestaan. Melaatsheid was weliswaar niet zeer besmettelijk, maar over de hele levensduur bekeken hebben preventieve maatregelen zeker nut gehad. Betere hygiëne en minder ondervoeding (meer weerstand) zijn de belangrijkste factoren voor de gedaalde mortaliteit. Besmettelijke ziektes treffen in het algemeen de sociaal-economisch zwakkeren het hardst.

## Suriname
In de tweede helft van de 18e eeuw en gedurende de gedurende de 19e eeuw was de melaatsheid pregnant aanwezig in Suriname, destijds een Nederlandse kolonie. Botopgravingsonderzoek in 2013 heeft aangetoond dat er verschillende typen leprabacillen rondwaarden (en nog bestaan) in Suriname. Dit ondersteunt de hypothese dat de Surinaamse lepra - net als de Surinaamse bevolking - zijn oorsprong heeft in meerdere werelddelen: Europa, Afrika, Azië en Zuid-Amerika (Brazilië). Zeer waarschijnlijk heeft lepra zich in de natuur genesteld en bestaat er overdraagbaarheid via bepaalde dieren (zoönose).
De Europese plantagehouders in Suriname beschouwden de melaatsheid als een Afrikaanse ziekte en bovendien als zéér besmettelijk, wat feitelijk niet het geval is. Volgens de doktoren van toen zouden mannen het kunnen krijgen door seksueel contact met Afrikaanse vrouwen. In de context van het slavernijsysteem werd melaatsheid aldus moeiteloos geracialiseerd en gesexualiseerd. Daarnaast werd de ziekte gezien als een gevaar voor de plantage-economie en was men in Nederland bang voor overdracht van de ziekte naar het 'oude continent' Europa. De slaafgemaakten zelf hadden voor boasie ('melaatsheid') andere verklaringen. Zo kon je het krijgen door het overtreden van een treef (voedseltaboe). De Afro-Surinamers hadden ook hun eigen behandelwijzen van de ziekte, terugvallend op de natuur en hun uit Afrika meegenomen culturele erfenissen (winti).
Vanaf 1791 heeft Suriname in een periode van bijna twee eeuwen in totaal zes verbanningsoorden gekend. Melaatsen werden in de kolonie actief opgespoord, opgepakt en opgesloten. Binnen het koloniale systeem werd dit een vaste route van criminalisering en verdere ontmenselijking. Ook slaafgemaakten met een andere ziekte dan lepra of met een bepaald gebrek (malengers) konden op deze wijze worden verwijderd van plantages. De eerste twee leprakolonies, Voorzorg en Batavia, waren door het gouvernement opgetuigd. Het waren ver van de bewoonde wereld afgelegen 'dumpplaatsen' met voor de bannelingen slechts beperkte voorzieningen. In de eerste helft van de 19e eeuw was ongeveer 1% van de totale Surinaamse bevolking opgesloten in een leprakolonie. Een hoog percentage.
De leprozerieën van Suriname sloten in meerdere opzichten nauw aan bij het plantagesysteem in de slaventijd. Ze bevonden zich doorgaans op een voormalig plantageterrein en altijd aan een rivier of kreek. Op de modernere leprozerieën (Groot Chatillon, Gerardus Majella en Bethesda) die eind 19e eeuw werden opgericht, waren de woongebieden van patiënten enerzijds en personeel anderzijds voor het eerst strikt gescheiden. De leprozerieën zelf waren 'omheinde dorpen' geworden met een eigen economie en eigen regels. Net zoals op de plantages het geval was ontsnapten toch regelmatig personen. De nieuwe leprozerieën hadden naast hun 'afzonderingsfunctie' en hun 'hospitaalfunctie' ook een 'internaatfunctie'. De katholieke en protestantse leprozerieën zagen vanuit hun christelijke idealen een duidelijke opvoedingstaak: de kinderen moesten naar school en naar de kerk. Daarnaast waren er op het eigen terrein ook altijd strafhokken. Op de staatsleprozerie (Groot Chatillon) waren gedurende enige tijd zelfs politieagenten gestationeerd om de orde te bewaken.
Met de introductie in 1946 van het geneesmiddel Promine (PDS), het eerste medicijn dat lepra effectief tot stilstand kon brengen, werd de opheffing van de melaatsenverbanningsoorden in Suriname ingeluid. In 1972 sloot Chatillon als laatste zijn deuren, drie jaar voor de onafhankelijkheid van Suriname. Ex-leprapatiënten werden daarna nog geholpen door de Esther Stichting in Paramaribo.

## Bekende personen

### Leprawerkers, weldoeners

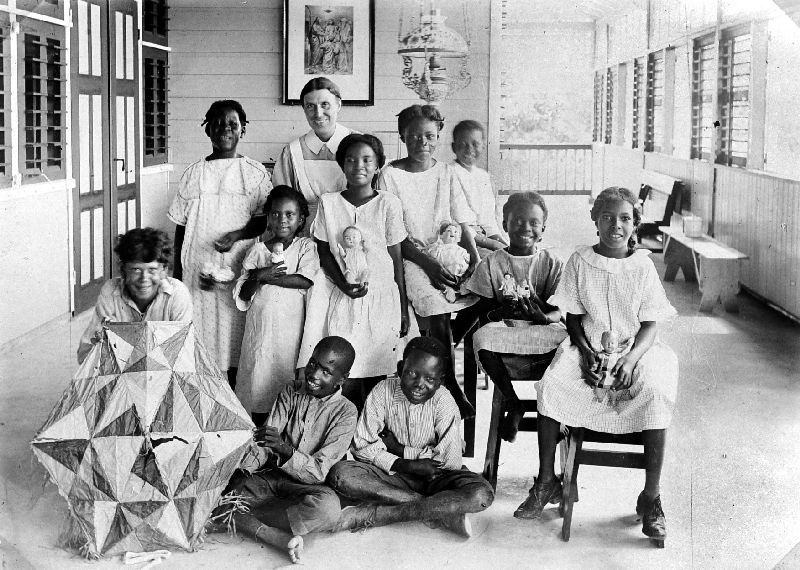
Zuster Nelly de Borst met melaatse kinderen op zendings zorginstelling Bethesda, Suriname, tussen 1910 en 1940, Collectie Evangelische Broedergemeente, Museum van Wereldculturen

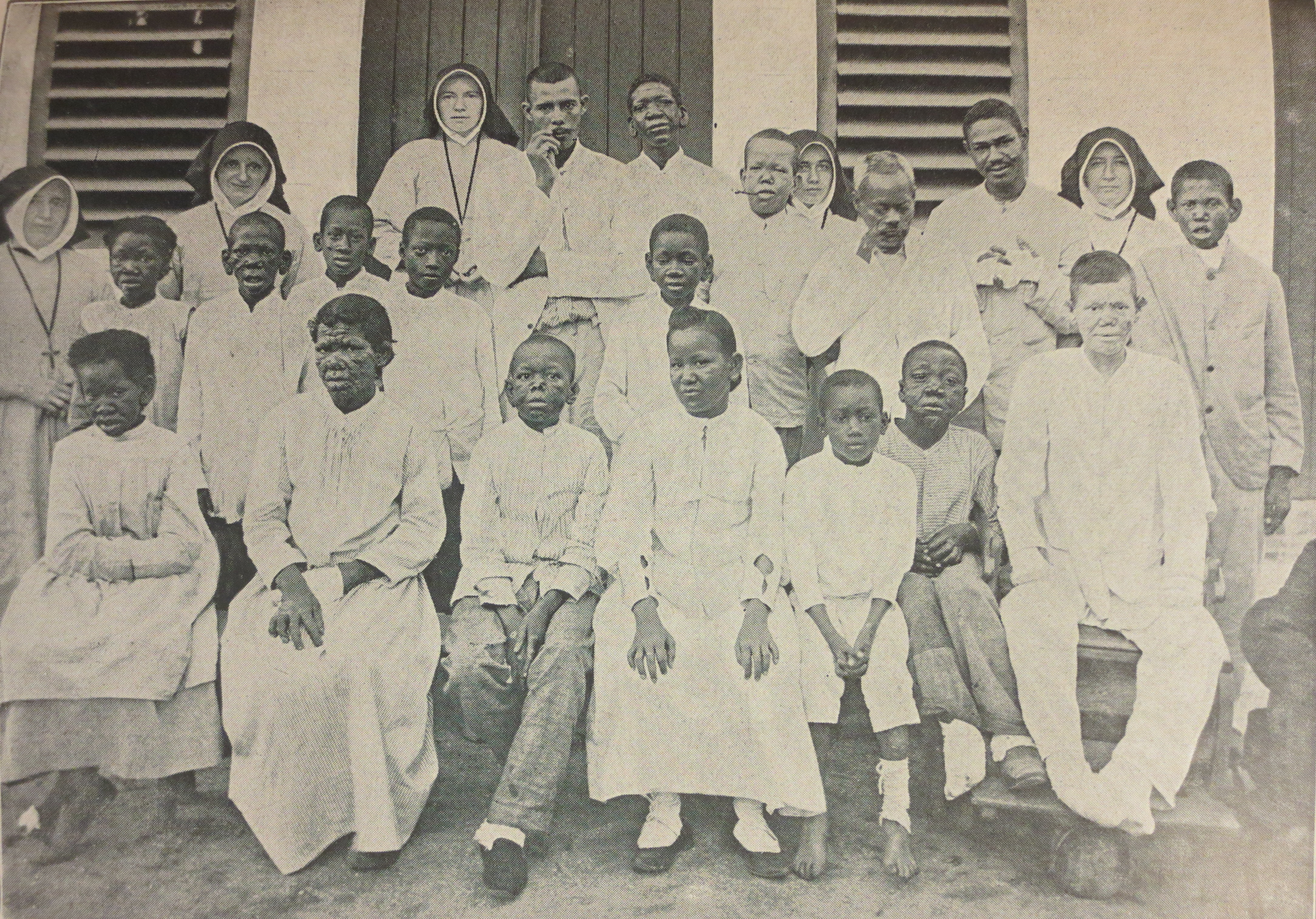
Een groep Surinaamse melaatsen in de RK- leprozerie Gerardus Majella, circa 1950

- Franciscus van Assisi, Italiaanse stichter van de orde der Franciscanen (12e eeuw)
- Maria van Oignies, Waals-Brabantse mystica (12e eeuw)
- Hugo van Avalon, in Frankrijk geboren, Engelse bisschop (12e eeuw)
- Jacobus Grooff, grondlegger melaatsenzorg in Suriname, bisschop van Paramaribo
- Pater Damiaan, Belgisch missionaris op Molokai, Hawaï, leproos gestorven
- Petrus Donders, Nederlands missionaris in Suriname, leprozerie Batavia
- Luigi Variara, Italiaans missionaris en ordestichter in Colombia
- Wellesley Bailey, Ierse oprichter van The Leprosy Mission (Leprazending)
- Albert Schweitzer, Duitse tropenarts in Lambarene, Gabon
- Che Guevara, Argentijnse arts, werkte in een lepraziekenhuis in Peru
- Martha Stern, Duitse diacones in Suriname, leprozerie Bethesda
- Marianne Cope, Amerikaanse missiezuster op eiland Molokai, Hawaii
- Zuster Lambertine, Belgisch missiezuster in Brazilië, leproos gestorven
- Moeder Teresa, Macedonische missiezuster in Calcutta, India
- Ruth Pfau, Duitse missiezuster in Karachi, Pakistan

### Leprapatiënten (mogelijk)
- Fruela II van Asturië (ca. 875-925)
- Boudewijn IV van Jeruzalem (1161-1185)
- Alfons II van Portugal (1185-1223)[36]
- Hendrik VII, rooms-koning (1211-1242)[36]
- Robert I van Schotland (1274-1329)[25][37][38]
- Richard van Wallingford (1292-1336)
- Eleonora van Engeland (1318-1355)
- Catharina van Siena (1347-1380)
- Hallgrímur Pétursson (1614-1674)
- Humbert Willems (1918-2006), leidde opstand in 1948 voor toegang tot geneesmiddelen in Suriname[34]

## Melaatsheid in de taal

### Nederlandse taal
- Lepra ← uit het OudGrieks λέπρα (lépra) ← afleiding van lépein ‘pellen, schillen’.[39]
- Melaats ← malade [FR] ← male habitus [L], slechte toestand
- Lazerij/lazerije (= oud-Nederlands voor lepra) ← Lazarus, de met zweren bedekte bedelaar uit de gelijkenis in Lucas 16
- Melazerij ← samentrekking van de 2 bovenstaande woorden voor lepra

Afleidingen van Lazerij in de Nederlandse taal:
- Belazerd = lepra hebben
- Belazeren = (iemand) oplichten (eig. iemand lepra toewensen)
- Lazaret = veldhospitaal (vroeger: afgezonderd lepraziekenhuis, leprozerie)
- Lazarus = dronken (verklaring van het Stadsarchief Amsterdam: eenmaal per jaar, op koppermaandag, mochten leprozen bedelen in de stad. Deze dag eindigde vaak in dronkenschap)
- Lazer op! = Ga weg! (krijg voor mijn part lepra)

Andere gerelateerde woorden/uitdrukkingen:
- Klaploper = nietsnut (oorspr. leproos, die met een klepper zijn aanwezigheid kenbaar moest maken)
- Klikspaan (of klapspaan) = iemand die klikt (oorspr. de klepper, waarmee leprozen in de middeleeuwen hun aanwezigheid kenbaar moesten maken)
- Iemand als een leproze/melaatse behandelen = iemand op zeer neerbuigende wijze bejegenen

### Surinaamse taal
Synoniemen voor lepra in Suriname:
- Boasie, van Boasi zijnde een plaats in Ghana (Afrika)
- Dyusiki, ziekte van de Joden
- Fatusiki, ziekte met verdikkingen aan de huid
- Gwasie, verbastering van boasie
- Kokobe, dit wordt in het hele Caribisch gebied gebruikt (ghanees)
- Mangrisiki, ziekte met schrale plekken aan de huid
- Nengrisiki, ziekte van de negers
- Takrusiki, gemene, meedogenloze ziekte
- Tyinasiki, ziekte veroorzaakt door tyina
- Trefusiki, ziekte veroorzaakt door treef

## Melaatsheid in de moderne cultuur

### Speelfilms
Bekende speelfilms waarin lepra een rol speelt zijn o.a.:
- Khaneh Siah Ast (1963), documentaire over een leprakolonie in Iran
- Papillon (1973)
- The Leper of St. Giles (1994), een deel uit de televisieserie Cadfael
- Three Seasons (1998)
- Molokai: The Story of Father Damien (2000)
- The Motorcycle Diaries (2004), over de reis van Che Guevara
- Kingdom of Heaven (2005)
- An, A Sweet Taste of Life (Japan 2015, Naomi Kawase)

### Romans
Bekende romans waarin lepra een rol speelt zijn o.a.:
- Lew Wallace, Ben-Hur
- J.J.C. Böckling, De ridder van den Eikenhorst (1929)
- A.T.W. Simeons, Wie het leeuwenmasker dragen (1954)
- Willem Frederik Hermans, De leproos van Molokai, in: Drie melodrama's (1957)[40]
- Graham Greene, Genezen verklaard (A burnt-out case) (1961)
- Jan de Hartog, Gods Geuzen (1963?)
- Anthony van Kampen, Het land dat God vergat (1967)
- Stephen R. Donaldson, De Kronieken van Thomas Covenant (1977)
- Ellis Peters, De eenzame bruid (1981)
- Margaret Armitage, Mooier dan je denkt (1988)
- Gail Tsukiyama, De tuin van de Samoerai (1994)
- Simone van der Vlugt, Schijndood (2002)
- Sigmund Brouwer, De verschoppeling (The Leper) (2002)
- Victoria Hislop, Het Eiland (2005)
- Trees Vandenbussche, Gommer, Vriendschap en melaatsheid in de reformatie (Jeugdroman) (2017)

## Leprageschiedenis overig

### Informatieve boeken
- Ernest Persoons (ed.), Lepra in de Nederlanden (12de-18de eeuw), 1989, 141 p.
- Susa Ebbinge Wubben, Leven als doodverklaarden. Leprozenzorg in Europa (500 tot 1800), 1993. ISBN 9789062385096
- Luke Demaitre, Leprosy in Premodern Medicine. A Malady of the Whole Body, 2007. ISBN 9780801886133
- Rod Edmond, Leprosy and Empire. A Medical and Cultural History, 2007. ISBN 9780521865845
- Maurits Boshart, De ziekte van Lazarus. Lepra in de middeleeuwen, 2015. ISBN 9789402220070

### Tentoonstelling
- 'De klepper klept niet meer'; lepra door de eeuwen heen